# San Martín Ocoxochitepec
San Martín Ocoxochitepec, eller bara San Martín, är en ort i Mexiko, tillhörande kommunen Ixtapan del Oro i västra delen av delstaten Mexiko. Orten hade 574 invånare vid folkräkningen 2010.